# Cahide Sonku
Cahide Sonku (nacida Cahide Serap; Saná, 27 de diciembre de 1912 – Estambul, 18 de marzo de 1981) fue una actriz turca, modelo, escritora  y la primera mujer directora de cine en Turquía. Sonku fue la fundadora de su propia compañía de producción cinematográfica, Sonku Film, en 1950. Estuvo casada y divorciada tres veces.

## Vida
La primera experiencia de teatro y cine de Sonku fue durante su educación secundaria. Fue aceptada en Darülbedayi cuando solo tenía 16 años y, con el tiempo, ocupó su lugar entre los actores más populares de los Istanbul City Theatres. Comenzó a actuar con "Seven Village Zeynebi" primero en el People's Houses Theater, luego en el Istanbul Municipality Conservatory, y después en Darülbedayi (1932-City Theaters), donde fue descubierta por Muhsin Ertuğrul, quien fue una figura importante en la carrera de Sonku. 
Sonku fundó la productora "Sonku Film" en 1950, pero sin embargo se declaró en quiebra en 1963 debido a un incendio que destruyó el edificio de la empresa. Continuó trabajando en el City Theater a través de la influencia de Muhsin Ertuğrul, luego se fue y luchó contra la adicción al alcohol en los últimos años de su vida. 
Sonku recibió el premio de servicio de la Turkish Film Critics Association en 1979 y murió en 1981 en el Alkazar Cinema en Estambul, a la edad de 61 años. Fue enterrada en el Zincirlikuyu Cemetery. el premio Cahide Sonku se otorga en su memoria en el Festival de Cine de la Naranja de Oro de Antalya.

## Representaciones culturales
- En 1989, la serie Cahide está basada en la vida de Cahide Sonku. Fue protagonizada por Hale Soygazi como Cahide.
- En 2013, el cortometraje "Kayıkçı" fue protagonizado por Merih Fırat como Cahide.
- En 2014, el cortometraje "100-5=Cahide" fue protagonizado por Farah Zeynep Abdullah como Cahide.
- En 2016, el cortometraje "Cahide" fue protagonizado por İpek Bilgin como Cahide.

## Filmografía
| Año  | Película                 | Trabajo | Trabajo  | Trabajo   | Trabajo | Notas                                         |
| Año  | Película                 | Actor   | Director | Productor | Papel   | Notas                                         |
| ---- | ------------------------ | ------- | -------- | --------- | ------- | --------------------------------------------- |
| 1933 | Söz Bir Allah Bir        | Sí      |          |           |         |                                               |
| 1934 | Bataklı Damın Kızı Aysel | Sí      |          |           | Aysel   |                                               |
| 1940 | Şehvet Kurbanı           | Sí      |          |           |         |                                               |
| 1940 | Akasya Palas             | Sí      |          |           |         |                                               |
| 1942 | Kıskanç                  | Sí      |          |           |         |                                               |
| 1945 | Yayla Kartalı            | Sí      |          |           | Nermin  |                                               |
| 1946 | Senede Bir Gün           | Sí      |          |           | Nazlı   |                                               |
| 1946 | Kızılırmak Karakoyun     | Sí      |          |           |         |                                               |
| 1947 | Yuvamı Yıkamazsın        | Sí      |          |           |         |                                               |
| 1949 | Fedakar Ana              | Sí      | Sí       |           |         |                                               |
| 1951 | Vatan ve Namık Kemal     | Sí      | Sí       |           |         | Codirigida por Talat Artemel y Sami Ayanoğlu. |
| 1952 | Günahını Ödeyen Adam     | Sí      |          |           |         |                                               |
| 1953 | Beklenen Şarkı           | Sí      | Sí       | Sí        |         |                                               |
| 1955 | İlk ve Son               | Sí      |          |           |         |                                               |
| 1956 | Büyük Sır                | Sí      |          |           |         |                                               |
| 1962 | Ayşecik Yavru Melek      | Sí      |          |           |         |                                               |
| 1965 | Yahya Peygamber          | Sí      |          |           |         |                                               |
| 1965 | Korkusuzlar              | Sí      |          |           |         |                                               |
| 1965 | Düşman Kardeşler         | Sí      |          |           |         |                                               |
| 1965 | Beyaz Atlı Adam          | Sí      |          |           |         |                                               |
| 1965 | Sevgim ve Gururum        | Sí      |          |           |         |                                               |
| 1966 | Sevda Çiçeğim            | Sí      |          |           |         |                                               |
| 1966 | Kovboy Ali               | Sí      |          |           |         |                                               |
| 1966 | El Kızı                  | Sí      |          |           |         |                                               |
| 1966 | Çalıkuşu                 | Sí      |          |           |         |                                               |
| 1966 | At Avrat Silah           | Sí      |          |           |         |                                               |
| 1966 | Sokak Kızı               | Sí      |          |           |         |                                               |
| 1967 | Serseriler Kralı         | Sí      |          |           |         |                                               |
| 1967 | Bizansı Titreten Yiğit   | Sí      |          |           |         |                                               |
| 1971 | Mıstık                   | Sí      |          |           |         |                                               |